# 杭奕禄
杭奕禄（？—1748年），完颜氏，镶红旗满洲人，清朝大臣。
杭奕禄开始由闲散考授中书。雍正元年（1723年），授额外员外郎、监察御史。升任光禄寺少卿。雍正二年（1724年）充翻译乡试副考官。雍正三年（1725年），升任光禄寺少卿。因朝廷蠲免苏州、松江田赋四十五万，奏准定业户免额一钱，佃户免租谷三升，使贫富都得实惠。升任左副都御史兼管光禄寺。雍正五年（1727年），出使安南。次年，安南王黎維禟表示世代永矢臣节。回国后授刑部侍郎，署吏部尚书。受命至湖南查处曾静、张熙谋乱案。雍正七年（1729年），授镶红旗满洲副都统。雍正八年（1730年），补礼部侍郎，署前锋统领。雍正十年（1732年），署理西安将军，授钦差大臣，察阅甘、凉及山西近边营伍。雍正十一年（1733年），因骄奢放纵，扰累兵民，夺官。乾隆元年（1736年），授额外内阁学士，补工部侍郎，充世宗实录副总裁。不久后驻西藏办事。乾隆四年（1739年），因西藏西南的库库木、颜布、叶楞三汗交恶，贝勒颇罗鼐宣谕罢兵，他将此事奏闻。调任刑部侍郎。乾隆五年（1740年），擢左都御史，列议政大臣。乾隆十一年（1746年），以年老致仕，乾隆十三年（1748年），去世。